# سیارک ۴۴۱۴
سیارک ۴۴۱۴ (به انگلیسی: 4414 Sesostris، نامگذاری:4153P-L) چهار هزار و چهارصد و چهاردهمین سیارک کشف شده‌است که در ۲۴ سپتامبر ۱۹۶۰ کشف شد.
قدر مطلق سیارک برابر ۱۴٫۰۰ است.